# Candidatura de Londres a los Juegos Olímpicos de 2012
Londres 2012 fue la candidatura a la que se le concedieron los Juegos Olímpicos de 2012, que serán celebrados en Londres, donde la mayor parte de los acontecimientos tendrán lugar en Stratford, Newham. La Asociación Olímpica Británica había estado diseñando la candidatura desde 1997. En diciembre de 2000 se presentó el informe definitivo a los miembros del gobierno.
Después de que el Reino Unido hubiese presentado otras tres candidaturas fallidas (Birmingham en 1992 y Mánchester en 1996 y 2000), se decidió presentar a Londres como candidata, ya que era la única ciudad británica que tenía posibilidades de ser seleccionada por el Comité Olímpico Internacional (COI), ya que también iban a competir en el proceso ciudades de gran escala internacional. El 6 de julio de 2005, el COI concedió en su 117.ª sesión, celebrada en Singapur, a la candidatura de Londres el derecho de albergar los Juegos de la XXX Olimpiada. La ciudad venció a la que fue la gran favorita (París 2012) en la cuarta y última votación, con el resultado de 54 votos a favor de Londres y 50 a favor de París, y se convirtió de este modo en la primera ciudad que haya albergado los Juegos Olímpicos tres veces.
En la época de la candidatura, la proyección del presupuesto estaba fijada en alrededor de 2 mil millones de libras, pero más recientemente, se baraja que el coste final estará alrededor de 9 mil millones de libras y que implicará una regeneración del área londinense de Stratford, así como mejoras en los servicios de las zonas de alrededor. El transporte público, uno de los aspectos que peor calificación obtuvo de la candidatura, sufrirá numerosas mejoras, incluyendo el Metro de Londres y la nueva lanzadera de alta velocidad Olympic Javelin.
Las celebraciones llevadas a cabo el día después de la adjudicación de los Juegos quedaron empañadas y deslucidas por los ataques terroristas. El 7 de julio de 2005, las explosiones de Londres destrozaron el sistema de transporte público y mataron a 52 personas, causando daños a cientos de personas más. No existe ninguna prueba que relacione la elección del COI con el ataque terrorista.
Después del éxito de la candidatura, el Comité de Organización de Londres para los Juegos Olímpicos fue establecido para supervisar el desarrollo de los acontecimientos hasta que finalicen los JJ. OO. de 2012. Hubo algunas modificaciones después de que la candidatura fuese elegida, incluyendo la decisión del COI de eliminar algunos acontecimientos deportivos y cambiar el emplazamiento de la Zona Olímpica, siendo ambos cambios menores en cuanto al conjunto de las infraestructuras de los Juegos Olímpicos de Verano de 2012.

## Candidatura de Londres 2012

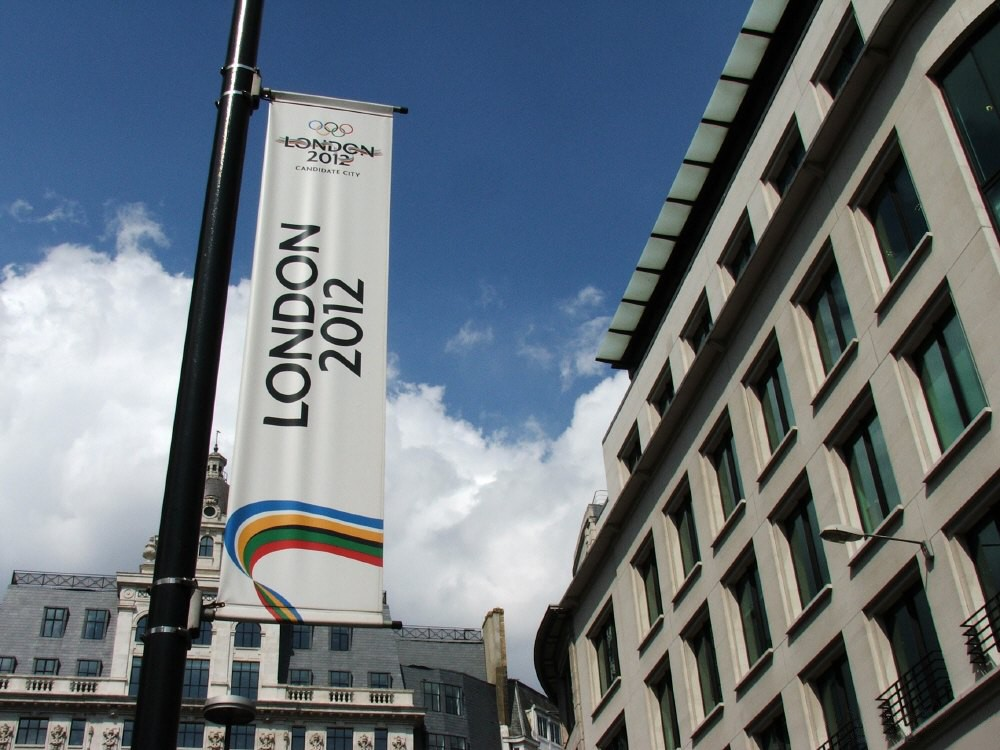
Cartel de Londres 2012 en el Monumento al Gran Incendio de Londres.

### Fechas y coordinación
La candidatura de Londres 2012 propuso que los Juegos tuvieran lugar entre el 27 de julio y el 12 de agosto de 2012. Esta fecha fue elegida para que las Olimpiadas coincidieran con el buen tiempo y con las vacaciones escolares, debido a la teoría de que los profesores de Londres no podrían asistir a los eventos deportivos. Esto también permitiría a la gente más joven la oportunidad de asistir las pruebas deportivas.

### Instalaciones deportivas
Las Olimpiadas de 2012 fueron planificadas para ser albergadas tanto en lugares recién construidos, como en instalaciones existentes, y complejos temporales, algunos de ellos en zonas famosas, como Hyde Park y Horse Guards Parade. Tras los problemas surgidos con el Millennium Dome, la intención era que las nuevas infraestructuras no se quedaran sin utilidad. Algunas instalaciones nuevas seguirían siendo usadas para su utilidad Olímpica, mientras que otras reducirían su tamaño y otras tantas serían trasladas a otros lugares del Reino Unido. Estos proyectos contribuirían a la regeneración de Stratford, ya que albergaría el Parque Olímpico, más concretamente situado en Lower Lea Valley.
Sin embargo, esto requeriría la expropiación de algunos espacios, y estalló la controversia cuando algunos de los propietarios reclamaron que la compensación ofrecida era inadecuada. Los edificios comprados serían demolidos para hacer el acceso a la zona olímpica y mejorar las infraestructuras.
La mayoría de las instalaciones se dividieron en tres zonas diferenciadas dentro del Gran Londres: la Zona Olímpica, la Zona Fluvial y la Zona Central. Además de estas instalaciones hay otras que, por necesidad, se emplazaron fuera de la circunscripción del Gran Londres.
El COI notó que eran necesarias negociaciones para asegurarse el uso de los estadios de fútbol de Old Trafford y Villa Park. La necesidad de órdenes de expropiación también fue un posible gran problema para el Parque Olímpico, pero no se esperaba "un retraso significativo en el programa de construcción".
En la época de la candidatura el 60% de los pabellones e instalaciones ya estaban construidos. Se propuso que las instalaciones restantes serían construidas entre 2007 y antes del comienzo de los Juegos Olímpicos.

#### Parque Olímpico
La Zona Olímpica debía abarcar todas las instalaciones en una superficie de 2 km²: el Parque Olímpico de Stratford. Este parque debía ser construido sobre parcelas abandonadas o industriales, en la cuadrícula TQ379849, y tan solo se tardaría siete minutos en llegar desde Londres mediante la Olympic Javelin. El parque contendría:
- El Estadio Olímpico, el cual albergaría los acontecimientos de atletismo y las ceremonias de apertura y clausura de los Juegos.

- El Aquatics Centre, que albergaría las pruebas de salto, natación, natación sincronizada y waterpolo.

- El London Velopark, que tendría un velódromo con capacidad para 6.000 personas y una pista exterior para BMX con capacidad para otras 6.000 personas.

- El Centro Olímpico de Hockey, con una capacidad de entre 15.000 y 5.000 personas, albergaría las pruebas de hockey sobre césped.

- Cuatro campos interiores (Olympic Park Arenas 1-4), albergarían los partidos de baloncesto (2), esgrima (4), voleibol (1), balonmano (3), y el esgrima y las pruebas de tiro del pentatlón moderno (2).

- La Villa Olímpica de Londres, con alojamientos para todos los atletas y funcionarios acreditados (aproximadamente 17.320 camas en total). Después de los Juegos está planeado que la villa forme parte del plan de desarrollo de Stratford, un multimillonario proyecto de desarrollo de la zona situada al este del Parque Olímpico.

- La zona habilitada para la prensa.

- Un centro de entrenamiento de tenis.

#### Zona Fluvial

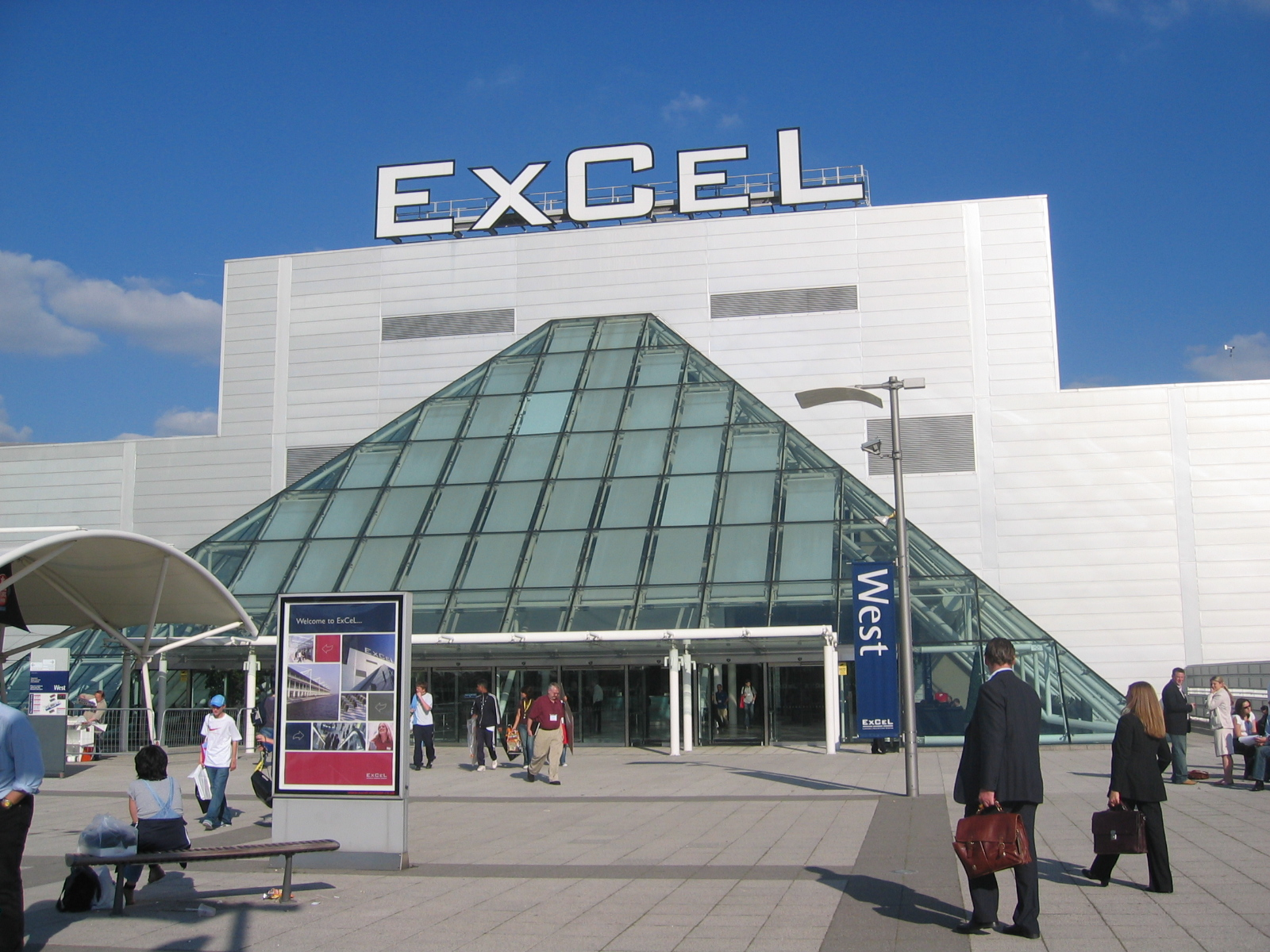
ExCel Exhibition Centre.

La Zona Fluvial acoge cinco grandes instalaciones emplazadas a orillas del río Támesis:
- El ExCeL Exhibition Centre, será usado para celebrar las competiciones de boxeo, judo, tenis de mesa, taekwondo, halterofilia y lucha olímpica.[11]

- El Millenium Dome y el Greenwich Arena albergarán pruebas de bádminton, baloncesto y gimnasia.[12]

- El Greenwich Park acogerá las pruebas de equitación.[13]

- Los Royal Artillery Barracks serán usados para pruebras de tiro.[14]

#### Zona Central
La Zonal Central abarcará las infraestructuras restantes a lo largo del Gran Londres:
- El nuevo Estadio Wembley será usado para los grandes partidos de fútbol.[15]
- All England Lawn Tennis and Croquet Club y Wimbledon albergarán las competiciones de tenis.[16]
- El Lord's Cricket Ground será usado para tiro con arco.[17]
- Regent's Park para pruebas de ciclismo.[18] Las pruebas de béisbol y sófbol también iban a ser llevadas a cabo en Regent's Park antes de que se supiera que dichos deportes dejarían de ser olímpicos para los Juegos de 2012.[6]
- Horse Guards Parade acogerá los partidos de vóley playa.[19]
- Hyde Park será el escenario de la triatlón.[20]

#### Alrededores de Londres

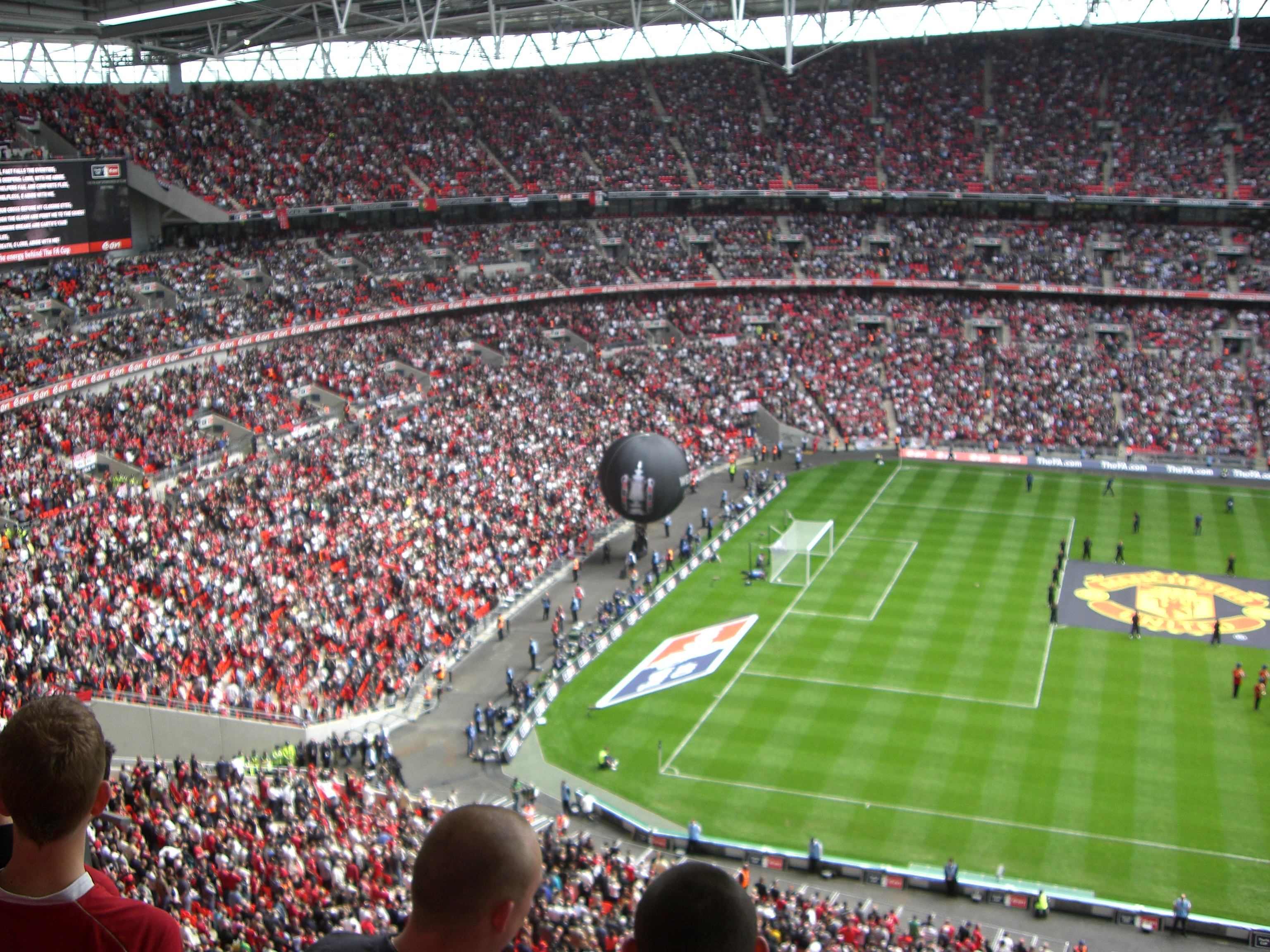
Vista del Estadio Wembley.

Tan sólo tres instalaciones se situarán dentro del Gran Londres:
- Weald Country Park, situado en Essex, albergará las pruebas de bicicleta de montaña.
- Broxbourne, emplazado en Hertfordshire, será usado para el eslalon de canoa/kayak.
- En el Lago Dorney, cerca de Windsor, se celebrarán las pruebas de Remo y carreras de canoa/kayak.

La Academia Nacional de Navegación de Weymouth y Pórtland, situada en el Puerto de Pórtland, Dorset, en la costa sur de Inglaterra, albergaría las competiciones de navegación. La Academia se encuentra a 192 km de Londres.
Las primeras fases del campeonato de fútbol se jugarían en estadios de todo el país:
- Hampden Park en Glasgow
- Millennium Stadium en Cardiff
- Old Trafford en Mánchester
- St James' Park en Newcastle
- Villa Park en Birmingham
- Windsor Park en Belfast

### Villa Olímpica
La Villa Olímpica se localizará en Lower Lea Valley, al este de Londres. Dicha área era hasta ahora una zona poco desarrollada, ya que la construcción de la Villa mejorará la situación de la zona. Como la Villa Olímpica estará emplazada dentro del Parque Olímpico, aproximadamente el 75 por ciento de los atletas se encontrará a unos 15 minutos de sus instalaciones correspondientes; este diseño, según el bicampeón de decatlón olímpico Daley Thompson, " convertirá a [la experiencia] en más inspiradora [sic] y verdadera. " Cuando los Juegos Olímpicos queden clausurados, las casas e instalaciones de la Villa se reconvertirán para el uso de los ciudadanos.
La empresa de construcción australiana "Lend Lease Corp Ltd" fue a la que se le concedió la construcción de la Villa Olímpica. El proyecto costará unos 5'3 mil millones de libras esterlinas, y será construida en dos fases. La primera fase, que implica la construcción de 4.200 edificios residenciales y otros alojamientos para la Villa, comenzará en 2008. Cuando las Olimpiadas de 2012 terminen, la segunda fase implicará la reconversión de la Villa Olímpica y la construcción de otros 500.000 m² de instalaciones para completar el plan de regeneración de Stratford.
Los alojamientos de la Villa Olímpica serán los más amplios de la historia de los Juegos Olímpicos. Cada atleta y trabajador tienen garantizados sus propias camas - más de 17.000 camas en total. Cada apartamento contará con acceso a Internet y aparatos de última tecnología.

### Transporte e insfraectucturas

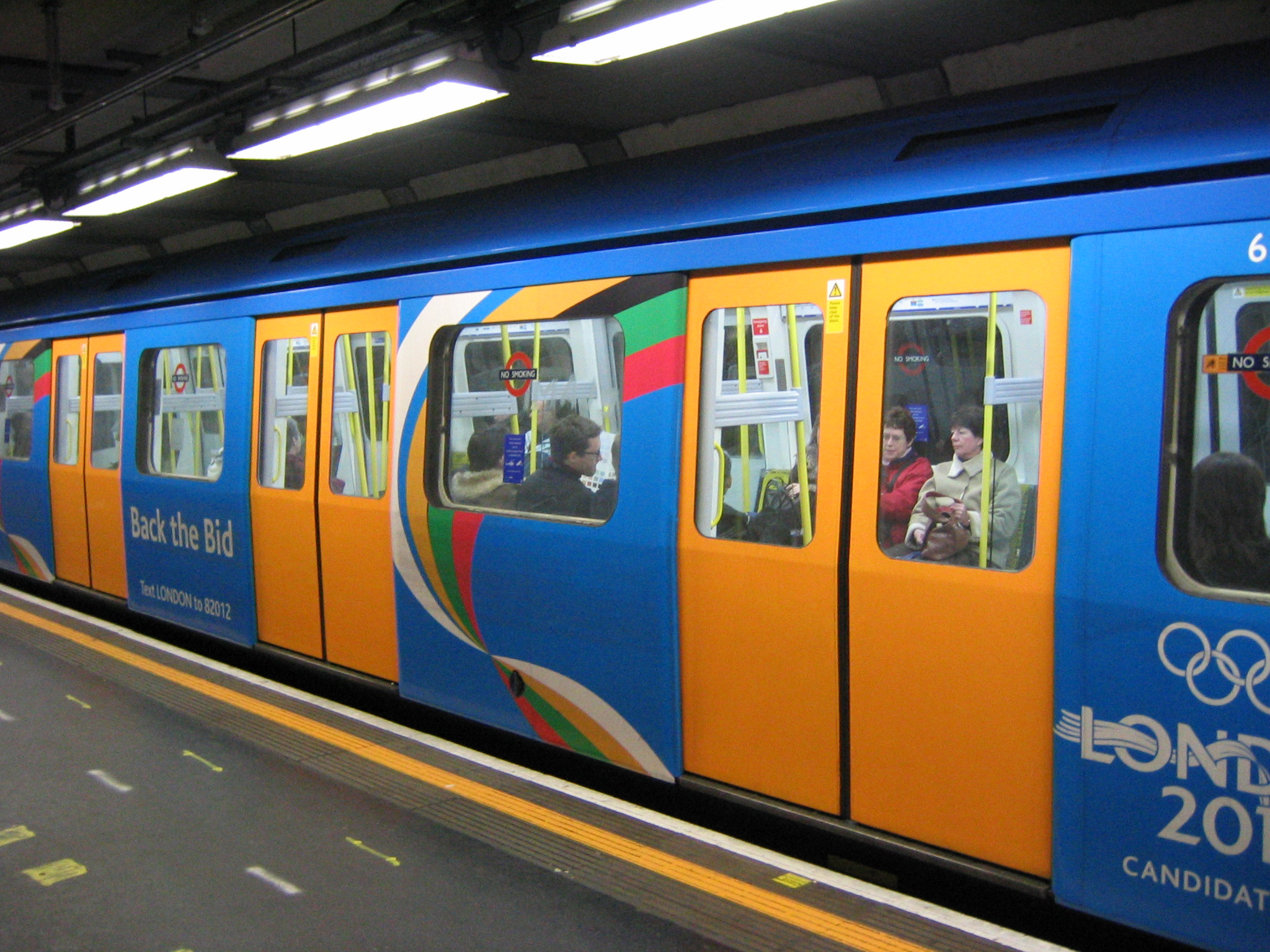
Un metro de Londres decorado con la publicidad de Londres 2012.

El transporte público, uno de los aspectos que peor nota obtuvo en la evaluación inicial del COI, fue un gran foco de atención a la hora de planificar numerosas mejoras, entre ellas la ampliación de East London Line, una línea del metro de Londres, y mejoras en el Docklands Light Railway, un tren ligero, y en la North London Line, además de la nueva Olympic Javelin. La ciudad de Londres consiguió albergar los Juegos Olímpicos sin comprometerse a terminar antes de 2012 el Crossrail. Este se trata del mayor proyecto de mejoras en el sistema de transporte propuesto por Londres, y, en general, se asume que las primeras etapas del proceso de las candidaturas no podrían haber sido superadas sin la garantía de que este proyecto estuviese terminado para 2012.
La candidatura de Londres asegura que el 80% de los atletas estará alojado a menos de 20 minutos de sus correspondientes instalaciones deportivas, y que el 97% estará a unos 30 minutos de las correspondientes sedes de sus eventos deportivos. Se estima que el 80% de los asistentes a las competiciones olímpicas podrán acudir a ellas por tren. En conjunto, se espera que todos los sistemas de transporte de tren, metro ligero, y metro (con excepción del Crossrail) soporten el paso de unos 240 trenes a la hora.
Además, habrá dos grandes aparcamientos disuasorios situados fuera de la M25 a unos 25 minutos del Parque Olímpico, y capaces de albergar a 12.000 automóviles. En su mayor parte, las previsiones muestran, que el 78% de los espectadores serán del propio Londres y sólo el restante 22% del resto del Reino Unido y Europa. Los organizadores esperan que los atletas y los trabajadores olímpicos apenas usen el transporte privado.

### Presupuesto
En la época del proceso de las candidaturas, las previsiones decían que el coste de albergar los Juegos Olímpicos de 2012 sería bastante bajo. El equipo de la candidatura alegaba que Londres podría terminar los Juegos con un superávit de más de 100 millones de libras esterlinas. El comité organizador de los Juegos estableció los siguientes gastos: 
- 560 millones de libras para la construcción de las nuevas instalaciones, de las cuales unos 250 millones serían usadas para la construcción del Estadio Olímpico.
- 650 millones de libras esterlinas permitirían la construcción de la Villa Olímpica.
- 1'5 mil millones de libras esterlinas serían usadas para la ejecución de los Juegos.
- 200 millones de libras esterlinas se invertirían en asegurar la seguridad de los Juegos.

Por otra parte, se prevé que los ingresos de los Juegos sean: 
- 1'5 mil millones de libras esterlinas recaudadas mediante un especial olímpico de la National Lottery.
- 625 millones de libras esterlinas cobradas mediante los impuestos, en partes de 20 millones por año, a los habitantes de Londres.
- 560 millones de libras esterlinas se obtendrán a través del COI.
- 450 millones de libras esterlinas se conseguirán mediante los ingresos de publicidad.
- 300 millones de libras esterlinas se recaudarán de la venta de entradas.
- La London Development Agency aportará 250 millones de libras esterlinas.
- 60 millones de libras esterlinas se conseguirán mediante la concesión de licencias.

Aunque estos costes parece bastantes razonables, la mayoría de las instalaciones han aumentado su coste. A principios de 2007, se sugirió que el coste real de los Juegos podría superar los 9'35 mil millones de libras esterlinas. En comparación, los Juegos Olímpicos de Atenas 2004 costaron alrededor de 7 mil millones de libras esterlinas y las estimaciones para los Juegos Olímpicos de Pekín 2008 se sitúan entre 10 mil millones y 20 mil millones de libras esterlinas.

### Venta de entradas
Aproximadamente, estarán disponibles 8 millones de entradas para los Juegos Olímpicos de 2012, y las estimaciones del Comité de Organización de Londres dicen que de éstas se venderán un total de 6'5 millones (lo que sería un 81 % del total). Las entradas deberían comenzar a venderse en 2011 y deberían permanecer en venta hasta que comenzarán los acontecimientos, dependiendo de la disponibilidad. Con la compra de un boleto, la persona portadora de éste tiene derecho de utilizar el sistema de transporte público de Londres durante ese día.
El director de marketing, David Magliano, ha declarado que 1'5 millones de las entradas serán vendidas por 15 libras esterlinas. El precio de boleto medio será de 40 libras esterlinas, y el 75 % del total de las entradas costará menos de 50 libras esterlinas, precios que Magliano dice son razonablemente aceptables para todos los británicos. Además de las entradas para los estadios, habrá 20.000 entradas de 10 libras esterlinas para poder acceder al Parque Olímpico.

### Compromiso Político
Para darle a los Juegos Olímpicos un nivel gubernamental, se crearía el Ministerio para las Olimpiadas, que sería dirigido por Tessa Jowell, la cual sería la responsable de los Juegos. También habría un Comité de Seguridad Olímpica, que serviría para coordinar la planificación de las medidas de seguridad. Además, el gobierno británico crearía la "Olympic Delivery Authority", que supervisaría la construcción de las instalaciones.

### Otros detalles
- Una planta eléctrica suministraría electricidad, aclimatización y agua fría al Parque Olímpico y usaría unas medidas tecnológicas que reducirían en un 33% las emisiones de CO2.[28]
- Hacia 2012 se estima que habrá unas 135.000 plazas hoteleras disponibles dentro de un radio de 50 km desde el Parque Olímpico, superando las 103.000 que había en el momento en que la ciudad fue elegida.[28] La candidatura garantizó que para los Juegos habría 40.330 plazas más.[34]
- Por primera vez en unos Juegos Olímpicos la prensa podría conectar directamente con sus centros televisos desde el Estadio y el Parque Olímpico.[28]
- En el relevo de la antorcha olímpica destacaría la "Tregua Olímpica", ya que la llama pasaría por los países de los ganadores del Premio Nobel de la Paz.[35]
- La primera presidenta de la candidatura de Londres fue la directiva Barbara Cassani. Carlos Allen, Sebastian Coe y Alan Pascoe fueron designados vicepresidentes en septiembre de 2003. Cassani dirigió el grupo durante la primera evaluación del COI, pero cedió su cargo en mayo de 2004 a Sebastian Coe. Coe, ganador de varias medallas en las Olimpiadas y antiguo político conservador, reclutó el apoyo de muchas personas y de varios antiguos atletas británicos, como Kelly Holmes, Steve Redgrave, y Daley Thompson.

## Herencia de los Juegos
El Comité de Organización de Londres para los Juegos Olímpicos prestó especial atención a los efectos que estos tendrían sobre la ciudad, y a lo que podrían hacer para que estas Olimpiadas dejaran una impresión duradera en Londres y en el resto del mundo. El Comité planificó la utilización de los estadios y los sistemas de transporte después de los Juegos, así como los factores sociales de la herencia de las Olimpiadas de 2012.
Uno de los aspectos más importantes de la herencia es la conversión de la Villa Olímpica en 3.600 apartamentos, de los que la mayor parte serían viviendas a precios asequibles. La mayor parte de ciudad de Stratford, también sería regenerada.
El Comité también planificó donar el equipo deportivo usado en los Juegos a clubs deportivos y organizaciones benéficas del Reino Unido.

### Instalaciones deportivas
Una de los principales objetivos de la candidatura de Londres era que las instalaciones construidas no se quedaran sin utilidad después de los Juegos Olímpicos. Para estar seguro de que las instalaciones y los estadios de importancia no se queden sin utilidad, el Comité de Organización ha planificado qué hacer con ellos después de los Juegos. Todos las instalaciones que no tendrían utilización después de que se clausuraran los Juegos serían construidas de manera temporal.
Las 80.000 plazas del Estadio Olímpico serán convertidas en 25.000 plazas, y albergará diferentes competiciones, aunque su principal fin será el de servir como estadio de atletismo. El Estadio debería convertirse en el centro de actividades del este de Londres cuando los Juegos terminasen.
El Aquatics Centre albergará después de los Juegos dos piscinas de 50 m, una piscina de 25 m y un gimnasio. Estas piscinas capacitadas para acomodar a deportistas de élite, en desarrollo, del club local y usuarios de la comunidad. El lugar tendrá unas gradas para 3500 espectadores y sería capaz de albergar competiciones locales, nacionales, y mundiales.
Para juntar todas las variedades de ciclismo practicadas en Lea Valley, el London Velopark será transformado en un centro de ciclismo para varias disciplinas de dicho deporte. El circuito de ciclismo que quedará en herencia de los Juegos, el cual está situado en la carretera A12, será ampliado hacia el Eton Manor, donde se practica el ciclismo de montaña. El remodelado conjunto contará con un velódromo con unas gradas para 3.000 espectadores y servirá de sede para los cursos de las distintas variedades de ciclismo.
El Centro Olímpico de Hockey se convertirá tras las Olimpiadas en un centro deportivo en el que se enseñará hockey en todos sus niveles. Esta instalación contará con unas gradas para 5.000 espectadores y un campo de entrenamiento.
Además, otros estadios serían trasladados a otras partes del Reino Unido. Por el hecho de que se confirmara la construcción de Aquatics Centre y el London Velopark antes de que Londres consiguiera albergar los Juegos, podría resultar más exacto denominarles como herencia de la candidatura de Londres y no de los Juegos. Las instalaciones que dejarían en herencia los Juegos Olímpicos serían adaptadas según las necesidades de Londres en aquel momento. Por ejemplo, Estadio Olímpico contará durante los Juegos con 80.000 plazas, pero después de estos sólo tendrá un 25.000 plazas.

### Beneficios económicos y sociales
En la época de la candidatura, los deportistas más destacados el Reino Unido se mostraron esperanzados de que la herencia de los Juegos de 2012 pudiera incrementar el nivel de compromosio del Reino Unido con el deporte, debido a las ventajas de salud y sociales que podría tener, pero será difícil de evaluar si esto ocurre realmente. Algunos comentaristas han argumentado que sería mejor invertir el dinero directamente en las bases de los deportes.
Organizaciones de inválidos como la Autism Awareness Campaign UK confiaban que los Juegos Olímpicos y Paralímpicos animarían a la gente a romper las barreras creadas por la invalidez mediante el deporte.
Otros puntos de la herencia serían la conversión de la policlínica de la Villa Olímpica en un centro de estudio para toda la comunidad del este de Londres, con una guardería y escuelas de priamria y secundaria, y la conversión de los centros para medios de comunicación y prensa en el centro económico del este de Londres. Los organizadores declararon que se crearían 3.000 nuevos empleos permanentes, pero los opositores de los Juegos se mostraron preocupados de que algunos de los 11 000 empleos existentes en la Zona Olímpica pudieran ser destruidos. También se esperaba que los Juegos beneficiasen a la imagen y economía de Londres.

### Transporte
La herencia de transportes planificada para la capital británica incluyó nuevos esquemas de líneas de autobús, extensiones de las líneas de metro, reconstrucción de algunas de las estaciones de metro londinenses y mejoras en los trenes antiguos. También se planificaron muchas mejoras en los servicios de National Rail con el Eurotúnel, una nueva red ferroviaria de alta velocidad, varias nuevas estaciones y mejoras en otras estaciones como la de King's Cross St. Pancras.

## Opiniones sobre la candidatura

### Apoyos
La jefa de la Comisión de Evaluación del COI elogió la pasión que sentían lo londinienses por la candidatura de Londres 2012 cuando visitaron Stratford y otros lugares de la ciudad del Támesis. La presidenta de la Comisión, Nawal El Moutawakel, en la rueda de prensa que dio después de la evaluación de la candidatura de Londres mostró su apoyo a esta y declaró: "Durante los cuatro días que hemos estado en Londres hemos encontrado respuesta a todas nuestras preguntas."
El año 2012 fue visto como la oportunidad de que la sede de los Juegos Olímpicos fuese una ciudad europea, ya que cuatro de las cinco ciudades finalistas eran de dicho continente (Londres, Madrid, Moscú y París).
La candidatura consiguió el apoyo del 70 % de los habitantes del Reino Unido y el 68 % de los habitantes de Londres, según un informe pedido por el COI. Parte del apoyo con el que contaba la candidatura puede ser atribuido a la campaña "Back the Bid", cuyo lema aparecía en muchos de los carteles que adornaron la ciudad hasta que Londres venció a sus competidoras en la carrera por albergar los Juegos Olímpicos. Muchas organizaciones de discapacitados como la Autism Awareness Campaign UK animaron a otros discapacitados a apoyar a la candidatura de Londres.
En junio de 2005, el entonces primer ministro británico Tony Blair reiteró el total compromiso del Gobierno con la candidatura de Londres para luchar por los Juegos Olímpicos y los Juegos Paralímpicos de 2012. Blair declaró a la BBC que viajaría a Singapur con la delegación de Londres para acentuar ' el completo apoyo ' de políticos de todos los principales partidos políticos del país. "Lo más importante es mostrar a la gente que el Gobierno apoya totalmente a la candidatura", declaró Blair, que viajó a Extremo Oriente antes del regresar a Reino Unido para presidir la 31ª Cumbre del G-8 en el Gleneagles Hotel de Perthshire, Escocia.

### Críticas
Muchos londinenses han criticado el alto coste de las Olimpiadas y las subidas de 20 libras esterlinas al año en los impuestos para financiar los Juegos, así como la posibilidad de que las instalaciones se queden sin utilidades después, como pasó con el Millennium Dome. También se ha mostrado preocupación por parte de otras organizaciones, como la National Union of Rail, Maritime and Transport Workers, sobre la posibilidad de que se vean afectados sus sueldos y de que las obras de las instalaciones no se acaben a tiempo.
Fuera de Londres, el éxito de la candidatura no ha sido muy bien acogido por algunos sectores, ya que temen que el acontecimiento necesite la ayuda del resto del país para ser financiado, sin obtener a cambio ninguna ventaja. Los comercios locales, que han ocupado el área durante más de cien años, han pedido un paquete de medidas para ayudarles a encontrar un nuevo emplazamiento cuando la nueva Villa Olímpica les desplace.
También se compararon las candidaturas de Mánchester y Londres, en términos de la cantidad de apoyo gubernamental, y la actitud hostil que mostró la prensa afincada en Londres hacia la candidatura de Mánchester. Además, el coste del viaje y el alojamiento en Londres puede hacer que muchos acontecimientos reciban pocos espectadores.

## Informe de evaluación del COI
El informe de evaluación que realizó el Comité Olímpico Internacional sobre Londres se saldó generalmente con un balance positivo. La ciudad obtuvo bajas calificaciones en las categorías de "Transporte" y "Apoyo gubernamental, cuestiones legales y opinión pública", pero un 10 en la categoría de "Alojamiento".
Londres ha propuesto unos Juegos basados en la construcción de instalaciones de categoría mundial y alojamientos para los atletas, además de una buena herencia para el deporte y la comunidad. Mientras que el Parque Olímpico dejaría indudablemente una gran herencia deportiva y ambiental para Londres, la magnitud del proyecto, incluyendo la mejora y ampliación planificada en los sistemas de transporte, requeriría la cuidadosa planificación para asegurar que todas las instalaciones y proyectos de rehabilitación fuesen completados a tiempo. La calidad del aire de Londres en la época en la que se celebrarían los Juegos es generalmente satisfactoria. Los crecientes niveles de contaminación de la capa de ozono son, sin embargo, una preocupación, pero la legislación y las acciones aplicadas en estos momentos en la zona siguen el camino correcto. Con su rica historia, el equipo paralímpico del Reino Unido es uno de los mejores del mundo. Los atletas han estado muy implicados en el diseño de la Villa Olímpica. El lado este de la Villa podría resultar algo concurrido.